# Egy gésa emlékiratai (regény)
Az Egy gésa emlékiratai (Memoirs of a Geisha) Arthur Golden 1997-ben megjelent regénye. A történet 1929 és 1956 között játszódik Japánban, Kiotó városában és egy gésa történetét meséli el. A regényt magyarul a Trivium kiadó jelentette meg 1999-ben.

## A regény
|  | Alább a cselekmény részletei következnek! |

Az előszóban egy kitalált, visszavonult gésa, Sayuri élete utóbbi negyven évét Amerikában élte le. Az elegáns Waldorf Towersben teaházat nyitott, a helyi japán kolónia egyik ünnepelt alakja és az amerikai művészvilág érdekessége lett.
A könyv hátralevő része az asszony egyes szám első személyben lejegyzett „naplója”. A történet hősnője egy kis halászfaluban született átlagos szülők kisebbik lányaként, akinek azonban van egy különleges tulajdonsága, a szeme szürkéskék, és ez ellenállhatatlanul vonzóvá teszi a japán férfiak számára. Jelentkezik is egy bizonyos Tanaka úr, aki megvásárolja a 9 éves kislányt az apjától, aki szegénységben nevelte, anyja is haldoklott. Csijó egy kiotói okijába, vagyis gésaneveldébe kerül – még nővérétől is teljesen elkülönítve. A lányok szigorú etikett szerint kénytelenek élni. Csijó legtöbb problémáját az okozza, hogy az okija idősebb gésája, Hatszumomo vetélytársat lát benne és igyekszik megakadályozni, hogy gésává válhasson. Egy másik gésa, Mameha azonban a Csijóra felfigyelő „Elnök” közbenjárására szárnyai alá veszi, aminek köszönhetően népszerű és anyagilag is sikeres gésává válik, új életében a Szajuri nevet viseli. Miután a mizuágéja jutányos áron kelt el, a ház úrnője anyagi okokból örökbe fogadta.  
A lány sokáig vár az Elnökre, már szinte reménytelen és mások már régen feladták volna, de az ő hite, ragaszkodása nyer igazolást. 1956-tól New Yorkban élnek együtt. Később, már özvegyen maradva mondja el nem mindennapi sorsát, tekint vissza a Japánban is elmúlóban levő vagy már el is múlt gésavilágra.
|  | Itt a vége a cselekmény részletezésének! |

## A mű keletkezése
A regény írója, Arthur Golden New York-i professzor, szakterülete a japán és kínai kultúra. A könyv azonban nem készülhetett volna el egy „belső” szövetséges nélkül. Ivaszaki Mineko egykori gésa vállalta, hogy beavatja a professzort a gésák titkos világába, cserébe azt kérte az írótól, hogy ferdítse el a történetet annyira, hogy ne lehessen ráismerni. Golden ezt nem tette meg, a regény köszönetnyilvánításában név szerint is említi Ivaszakit, aki ennek következtében több halálos fenyegetést kapott.  A tradíciók szerint ugyanis a gésáknak halálukig meg kell őrizni minden szakmai tudásukat, világukba kívülállót nem engedhetnek be. A nő azt is felrótta, hogy a regény luxus-prostituáltként festi le a gésákat, például a történet főhősének szüzességét egyszerűen elárverezik, ami szerinte nem igaz. Az exgésa ezért beperelte Goldent, akivel végül peren kívül egyezett meg egy nem publikus összegű kártérítésben, ami segített neki új életet kezdeni. Ivaszaki később megírta élettörténetét, ami szintén nagy sikerű könyv lett.

## Magyarul
- Egy gésa emlékiratai; ford. Nagy Imre; Trivium, Bp., 1999

## Filmfeldolgozás
A regényből Rob Marshall rendezett filmet 2005-ben, Csang Ce-ji (Zhang Ziyi) főszereplésével. A film a 2006-os Oscar-díjak közül hat kategóriában kapott jelölést, amiből hármat, a látványtervezőit, az operatőrit és a legjobb kosztümökért járót meg is nyerte.